# Folkert Velten
Folkert Velten (Enter, 25 augustus 1964) is een oud-profvoetballer die vanaf het seizoen 1988/1989 tot en met seizoen 1997/1998 uitkwam voor Heracles Almelo, in die tijd nog officieel SC Heracles ('74) genoemd. In deze periode maakte hij in 377 officiële wedstrijden 221 doelpunten. Hij werd in zijn debuutseizoen gelijk topscorer van de Eerste Divisie en in 1994 werd hij zelfs tot beste speler van deze afdeling gekozen. Voor hij bij Heracles kwam speelde hij voor Enter Vooruit, op dat moment een club in de eerste klasse op zaterdag.
Na zijn actieve spelersloopbaan bleef hij werkzaam bij Heracles Almelo als lid van de technische staf. Zo trad hij op als scout en als assistent-trainer onder Peter Bosz en Gertjan Verbeek. In april 2007 kreeg hij echter te horen dat zijn contract als scout bij de Almelose voetbalclub na afloop van het seizoen 2006/2007 niet zou worden verlengd. Velten was ook bekend als de voetballer die nooit op zondag speelde vanwege zijn hervormde geloofsovertuiging.
Folkert Velten tekende op 13 december 2007 bij derdeklasser VV Bergentheim. Hij begon in het seizoen 2008/2009 aan zijn eerste seizoen als hoofdtrainer bij een amateurclub.

## Trivia
- In het Polman Stadion van Heracles Almelo is een tribune naar Velten vernoemd.
- Velten heeft verschillende aanbiedingen voor Eredivisie-clubs afgewezen, omdat hij uit geloofsovertuiging niet op zondag wilde spelen.[1]